# Ponte di Pinzano
Die Ponte di Pinzano überbrückt den Tagliamento in der autonomen Region Friaul-Julisch Venetien in Italien. Sie führt die Provinzstraßen SP4 bzw. SP5 in einer Höhe von 30 m über den Fluss und verbindet die Gemeinde Pinzano al Tagliamento mit dem zur Gemeinde Ragogna gehörenden Ort San Pietro.
Der Tagliamento ist der bedeutendste der letzten Wildflüsse der Alpen, der in seinem mittleren, etwa 90 km langen Lauf ein bis zu 1,5 km breites Flussbett aus Kies und Schotter hat, das nur drei Engstellen hat, darunter die wichtigste zwischen den Steilufern bei Pinzano.

## Beschreibung
Die von Silvano Zorzi entworfene und in den Jahren 1968 bis 1970 gebaute Brücke hat zwei Fahrspuren und beidseits schmale Gehwege. Sie ist 185 m lang und 9,6 m breit und überquert den Fluss mit einer 163 m weiten Öffnung. Ihre beiden Stahlbeton-Pfeiler stehen außerhalb des Flussbettes am Ufer. Sie sind monolithisch mit einem 5 m breiten gevouteten Spannbeton-Hohlkasten mit einer beidseitig um 2,3 m auskragenden Fahrbahnplatte verbunden. Der Hohlkasten hat am Scheitel nur noch eine Höhe von 2,5 m.
Die Brücke wurde mit Hilfe eines Dywidag-Kabelkrans im Freivorbau hergestellt.

## Geschichte
Seit jeher war die Engstelle bei Pinzano eine bevorzugte Stelle zur Querung des Tagliamento mit einer Fähre oder bei Niedrigwasser durch eine Furt. Am Ende des 17. Jahrhunderts wurden Überlegungen zu einer Brücke angestellt und seit dem folgenden Jahrhundert gab es auch Vorschläge zu ihrem Bau, ohne dass einer realisiert worden wäre.

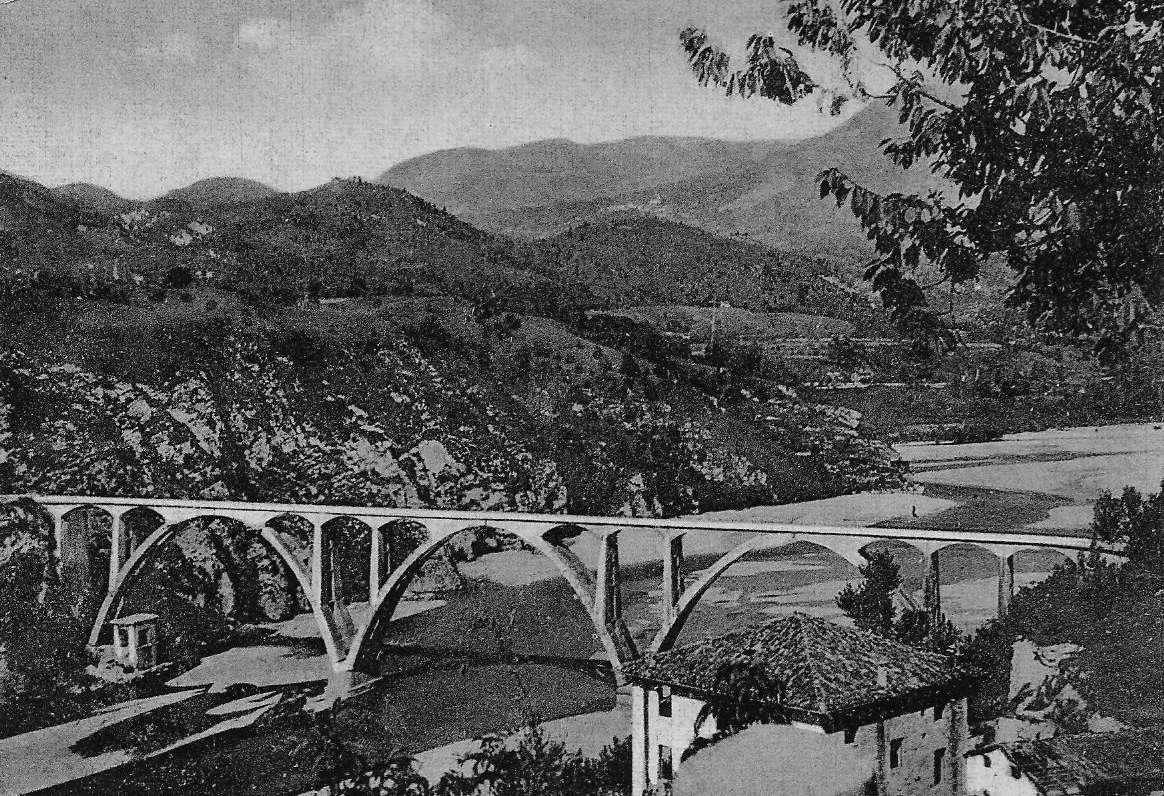
Die Bogenbrücke von 1906

Erst um 1900 gab es konkrete Pläne zum Bau einer Straßenbrücke, auf der auch die Überlandstraßenbahn der geplanten Tranvia Udine-San Daniele, die nach Pinzano verlängert werden sollte, den Fluss überqueren würde. Schließlich erhielt das Unternehmen Odorico & C. aus Mailand den Auftrag zum Bau einer Stahlbetonbrücke und der notwendigen Zufahrtsstraßen.
Die von Vachelli entworfene und zwischen 1903 und 1906 gebaute Brücke war 200 m lang, 6 m breit und 30 m hoch. Der damaligen Zeit mit niedrigen Löhnen und teurem Baumaterial entsprechend war es eine filigrane, materialsparende Konstruktion. Ihre drei parabelförmigen Dreigelenkbögen bestanden jeweils aus zwei Bogenrippen mit Stützweiten von 48 m und Pfeilhöhen von 24 m. An beiden Ufern standen scheibenförmige Pfeiler. Die Fahrbahnplatte wurde durch die Bogenscheitel und je eine Doppelstütze auf den Bogenschultern getragen, die mit kleinen Betonbögen verbunden waren. Die beiden Bogenfundamente im Fluss wurden nicht durch weitere Pfeiler belastet. Sie war bei ihrer Eröffnung die größte Stahlbetonbrücke Europas.
In der Felswand an der Zufahrt zum westlichen Ende der Brücke befand sich eine Mautstelle, die heute durch eine Tür verschlossen ist. Am östlichen Ende der Brücke verbirgt sich hinter einem eisernen Tor ein Abschnitt des nicht vollendeten Tunnels der geplanten Tranvia.
Schon vor dem Beginn des Ersten Weltkrieges und wieder im Kalten Krieg nach dem Zweiten  Weltkrieg wurden in der Umgebung der strategisch wichtigen Brücke zahlreiche militärische Einrichtungen wie MG-Nester angelegt, deren Reste heute noch besichtigt werden können.
Im Ersten Weltkrieg spielte die Brücke eine wichtige Rolle: Nach dem Verlust der Zwölften, letzten Isonzoschlacht (auch Schlacht von Karfreit, italienisch Battaglia di Caporetto) zog sich ein Teil der italienischen Armee über die Ponte di Pinzano nach Westen zurück. Um den Vormarsch der österreichisch-deutschen Truppen aufzuhalten, sprengte sie am 1. November 1917 den westlichen Bogen der Brücke. Eine am östlichen Ufer verbliebene italienische Einheit unter Teodore Moggio verteidigte die Stellung, bis ihr die Munition ausging. Die verbliebenen Soldaten wurden unter Erweis militärischer Ehren gefangen genommen. Eine Tafel über dem Tunneleingang erinnert an die Einheit. Die österreichisch-deutsche Armee überschritt den noch Hochwasser führenden Tagliamento in den nächsten Tagen an verschiedenen Stellen.
Nach dem Krieg wurde sie zunächst mit einer stählernen Behelfsbrücke repariert und in den Jahren 1920 und 1921 nach den alten Plänen wieder aufgebaut.
1937 erwarb das Deutsche Reich aufgrund der guten Beziehungen zwischen Hitler und Mussolini die Anhöhe oberhalb der westlichen Zufahrtsstraße, um dort eine von Robert Tischler entworfene Kriegsgräberstätte für die in der Schlacht vom 1. November 1917 gefallenen deutschen Soldaten zu errichten. Der Bau des weithin sichtbaren burgähnlichen, das Tal beherrschenden Beinhaus Colle Pion (Ossario Militare Germanico di Pinzano) begann 1939. 1944 mussten die Arbeiten eingestellt werden, da eine deutsche Garnison den Platz zur Verteidigung der Brücke einnahm. Der Platz wurde darauf bombardiert. Nach dem Krieg wurden die Arbeiten endgültig aufgegeben, ohne dass dort je ein Soldat bestattet wurde. Heute verhindert eine Ziegenherde, dass die Anlage verwildert.
Die Ponte di Pinzano überstand den Zweiten Weltkrieg ohne größere Schäden. Im Hochwasser vom November 1966 senkte sich aber ein Bogenfundament, obwohl es 17,5 m tief gegründet war, so dass die ganze Konstruktion gefährdet wurde. Die Brücke musste daher im September 1967 gesprengt werden, um Platz zu machen für den Bau der heutigen Spannbetonbrücke, die im März 1970 eröffnet wurde.
Sie überstand das Erdbeben im Friaul 1976 unbeschadet.